# Festival international de schlager des pays de la mer Baltique
Le Festival international de schlager des pays de la mer Baltique est un événement musical annuel qui se tenait de 1962 à 1976 chaque été à Rostock.
Le festival international de schlager des pays de la mer Baltique fait partie du programme de la semaine de la mer Baltique, qui se tient à Rostock à partir de 1958. Le 13 juillet 1962, deux artistes de la RDA, de la Pologne, de la Finlande, de la Norvège, de la Suède et du Danemark participent au premier concours musical. À partir de 1963, un jury composé de tous les représentants des États de la mer Baltique participants désigne les lauréats, qui reçoivent des prix en espèces. De plus, il y a toujours un prix du public, consistant en une plaque d'ambre, ainsi que de nombreux prix spéciaux. Jusqu'en 1964, le concours comprend des chansons qui ne sont pas écrites spécifiquement pour le festival. Plus tard, seules les chansons composées pour le festival sont autorisées. De plus, jusqu'en 1964, il y a un gagnant masculin et un gagnant féminin, puis un seul gagnant.
Le premier gagnant est Bärbel Wachholz avec Das kann ich niemals vergessen et Fred Frohberg avec Am Kai wartest du.
En 1967 apparaît chez le label est-allemand Amiga l'album 5 Jahre Internationales Schlagerfestival der Ostseeländer, sur lequel les titres des pays nordiques ne sont que dans une version instrumentale. 1972 est apparu le festival à succès de l'album Amiga des États baltes.
À partir de 1977, le festival de schlager Menschen und Meer est organisé par la direction des concerts et des invités de Rostock, l'Ostseestudio Rostock et la Radio-DDR-Ferienwelle. 18 à 22 pays envoient des solistes et des groupes, dont la République fédérale d'Allemagne, Cuba et l'Irlande. Le festival s'arrête avec die Wende.

## Vainqueurs
- 1962 : Bärbel Wachholz, RDA, avec Das kann ich niemals vergessen et Fred Frohberg, RDA, avec Am Kai wartest du
- 1963 : Jane Swärd, Suède, avec Jeg savner dig et Tadeusz Wozniakowski, Pologne, avec Olla-la Mandolina
- 1964 : Jette Ziegler, Danemark, avec Zum Tanzen gehören vier Beine et Otto Brandenburg, Danemark, avec Sangen om dig
- 1965 : Wencke Myhre, Norvège, avec Menn er menn
- 1966 : Regina Thoss, RDA, avec Die erste Nacht am Meer
- 1967 : Monika Hauff, RDA, avec Du glaubst mir nicht
- 1968 : Benny Borg, Suède, avec Erinnerst Du Dich an den Frühling
- 1969 : Ray Adams, Norvège, avec Wer wird der Nächste sein
- 1970 : Dagmar Frederic et Siegfried Uhlenbrock, RDA, avec Tanz in der Sommernacht
- 1971 : Jukka Kuoppamäki, Finlande, avec Pieni Mies
- 1972 : Jukka Kuoppamäki, Finlande, avec Sininen ja valkoinen
- 1973 : Chris Doerk, RDA, avecKeinen Tag
- 1974 : Zbigniew Wodecki, Pologne, avec Allein wie eine Vogelscheuche
- 1975 : Thomas Lück, RDA, avec Kunigunde

## Source de la traduction
- (de) Cet article est partiellement ou en totalité issu de l’article de Wikipédia en allemand intitulé « Internationales Schlagerfestival der Ostseeländer » (voir la liste des auteurs).